# جاك قاتل العملاق
جاك قاتل العملاق (بالإنجليزية: Jack the Giant Killer)‏ هي خرافة. وهي تحوير لقصة «الخياط الصغير الشجاع»، وتشترك معها في بعض أوجه التشابه.
تتحدث القصة عن الشاب جاك من كورنوال وأنداده من العمالقة. يصطاد جاك العملاق الأول بنصب فخ له، ولهذا فإنه يمنح حزاماً محفورٌ عليه «الشاب الكورنوالي الرائع الذي قتل عملاق كورموران». ولهذا حصل جاك على شعبية كبيرة في قريته والجوار. وقام بسلسة من التحديات قابل فيها العملاق الثاني. حيث يصارعه مستخدماً سلكاً ثخيناً. أما العلاق الثالث يحاول قتل جاك عندما يكون في راحة في قصره، ولكن جاك يستطيع خداع هذا العملاق ويحمله على طعن نفسه. مع العملاق الخامس يستخدم جاك معطف التخفي والذي كان قد حصل عليه من قلعة العملاق الثالث. وآخر الصراعات تكون مع العملاق غاليغتانوس والذي يبدأ بصفرة مرعبة على مزماره ومن ثم يقطع رأسه ويرسله إلى الملك آرثر. وعليه فإن جاك قد كوفئ بتزويجه بنت الملك آرثر.

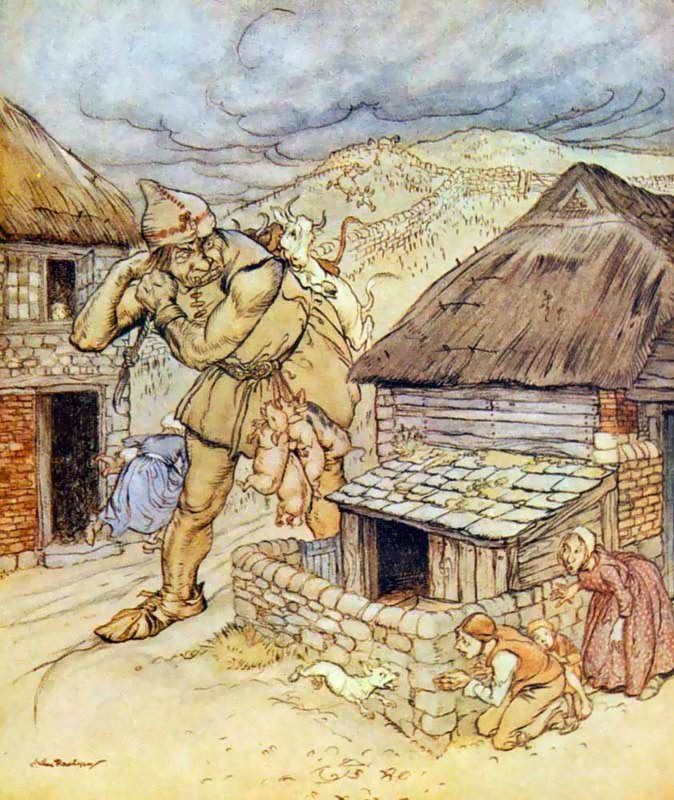
جاك قاتل العملاق